# Коваль, Борис Борисович
Борис Борисович Коваль (рум. Boris Covali; 8 августа 1982, Суворово, Молдавская ССР) — молдавский певец, в настоящее время солист группы «Single Point», бывший участник группы «Cotton». Участник конкурсного отбора на Евровидение — 2014 от Молдовы.

## Биография
Родился 8 августа 1982 года в селе Суворово, в семье Бориса Коваля и Галины Жукан. Вырос в музыкальном окружении: дед — был музыкантом, отец и ныне играет на многих музыкальных инструментах. С 1987 года начал заниматься греко-римской борьбой и долгое время был ориентирован на спортивную карьеру.
С 1994 года начал карьеру певца и выступал в одном из ресторанов Штефан Водэ, а с 1999 года переехал в Кишинев, где занимался предпринимательской деятельностью и выступал в столичных ресторанах. Борис — владеет скрипкой, но предпочел стезю певца и артиста.
Отучился 8 лет по классу скрипки в музыкальной школе имени Марии Биешу в городе Штефан-Водэ, а в 2006 году закончил консерваторию города Кишинёва (Академию Музыки, Театра и Изобразительных Искусств, факультет «театральное искусство»).
В 2007 году получил Гран-при на конкурсе «Элат» и стал артистом Молодёжного театра эстрадной песни этого культурного центра. После, участвовал в многочисленных музыкальных конкурсах в стране и за рубежом.

### Награды
- 2012 г. — World Championships of Performing Arts — золотые медали заработанные в компании с Sunstroke Project[3]
- 2010 г. — «Восточный базар» — 2-я премия
- 2010 г. — Песни моря — Гран-при[4][5]
- 2010 г. — «Пять звезд» (Сочи) — 1 место
- 2009 г. — «Golden Wings» — Гран-при в дуете с Nicoleta Nucă

## Молдавия на конкурсе песни Евровидение
- 2010 — композиция «No name»
- 2011 — композиция «Break it up» с Кристиной Кроитору
- 2013 — композиция «Runaways»
- 2014 — композиция Perfect day на YouTube

Сотрудничал с MC. Mike, Николетой Нука, Кристиной Кроитору, Парфений, Павел Александрович и группой SunStroke Project.